# Spies (Familienname)
Spies ist ein deutscher Familienname.

## Namensträger

### A
- Alexander Spies (* 1955), deutscher Politiker (PIRATEN)
- Alice Spies-Neufert (1896–1990), deutsche Malerin und Jugendbuchautorin
- Anke Spies (* 1965), deutsche Erziehungswissenschaftlerin und Hochschullehrerin
- Anton Spies (1909–1945), deutscher römisch-katholischer Geistlicher und Märtyrer
- August Spies (Journalist) (1855–1887), deutsch-US-amerikanischer Journalist und Arbeiterführer
- August Spies (Politiker) (1893–1972), deutscher Politiker (CDU)
- Axel Spies (* 1952), deutscher Politiker (CDU)

### B
- Ben Spies (* 1984), US-amerikanischer Motorradrennfahrer

### C
- Caroline Spies (* 2002), Schweizer Eishockeytorhüterin
- Christian Spies (* 1974), Kunsthistoriker
- Christoph Spies (* 1985), deutscher Politiker
- Claudia Spies (* 1961), deutsche Anästhesistin und Intensivmedizinerin
- Corinna Spies (* 1950), deutsche Journalistin und Moderatorin

### D
- Daisy Spies (1905–2000), deutsche Tänzerin und Choreographin
- David Spies (* 1994), deutscher Fußballspieler
- Dennis Spies (* 1968), US-amerikanischer römisch-katholischer Geistlicher, Weihbischof in Joliet in Illinois

### E
- Erdmann Spies (1862–1938), österreichischer Politiker (DnP), Abgeordneter zum Nationalrat

### F
- Fanie Spies (* 1922), südafrikanisch-namibischer Geschäftsmann, Bürgermeister von Windhoek
- Fritz Spies (1884–1965), deutsch-argentinischer Bauingenieur

### G
- Gerd Spies (* 1937), deutscher Historiker und Museumsdirektor
- Gerlinde Spies, deutsche Fechtsportlerin
- Gerty Spies (1897–1997), deutsche Schriftstellerin
- Gottlieb Spies (* 1927), deutscher Politiker (SPD)
- Günter Spies (* 1948), deutscher Kunstturner

### H
- Hannelore Spies (1918–1986), deutsche Politikerin, Bremer Bürgerschaftsabgeordnete (CDU)
- Hans-Bernd Spies (* 1949), deutscher Archivar und Historiker
- Heike Spies (* 1960), deutsche Germanistin und stellvertretende Direktorin des Goethe-Museum (Düsseldorf)
- Heinrich Spies (Anglist) (1873–1962), deutscher Anglist und Hochschullehrer
- Heinrich Spies (Politiker) (1890–1961), deutscher Politiker, ehrenamtlicher Oberbürgermeister von Düren
- Heinz-Joachim Spies (* 1934), deutscher Ingenieurwissenschaftler
- Hermann Spies (1865–1950), deutscher Komponist und Musikforscher in Salzburg
- Hermine Spies (Hermine Spies-Hardtmuth; 1857–1893), deutsche Opernsängerin (Alt)

### I
- Ignaz Spies (1831–1899), Bürgermeister und Mitglied des Deutschen Reichstags

### J
- Jean Spies (* 1989), südafrikanischer Radsportler
- Joachim Spies (Künstler) (1930–1994), deutscher Künstler und Kunstpädagoge
- Joachim Spies (Autor) (* 1960), deutscher Journalist und Autor
- Johann Spies (Johann Spiess, Johann Spieß; um 1540–1623), deutscher Drucker und Verleger
- Johann Carl Spies (1663–1729), deutscher Mediziner
- Josef Spies (1906–1985), deutscher Politiker (CSU)

### K
- Karl Spies (1821–1894), deutscher Gutsherr und Politiker (MdL Bayern)
- Katharina von Koppenfels-Spies (* 1972), deutsche Juristin
- Konstantin Spies (1922–2005), deutscher Mediziner und Virologe

### L
- Leo Spies (1899–1965), deutscher Komponist
- Liesbeth Spies (* 1966), niederländische Politikerin
- Ludwig Josef von Spies-Büllesheim (1785–1860), preußischer Landrat
- Louis von Spies (1813–1889), preußischer Landrat
- Louisa von Spies (* 1983), deutsche Schauspielerin

### M
- Manfred Spies (Schauspieler) (* 1938), deutscher Schauspieler
- Manfred Spies (Grafiker) (* 1941), deutscher Grafikdesigner
- Michael Spies (* 1965), deutscher Fußballspieler
- Moriz von Spies (1805–1862), deutscher Generalmajor und Kriegsminister

### O
- Otto Spies (1901–1981), deutscher Orientalist und Jurist

### P
- Patrick Spies (* 1979), deutscher Koch
- Paul Spies (* 1960), niederländischer Museumsleiter
- Pierre Spies (* 1985), südafrikanischer Rugbyspieler

### R
- R. H. Spies, US-amerikanischer Wissenschaftler und Techniker
- René Spies (* 1973), deutscher Bobpilot
- Robert Spies (Bildhauer) (1886–1914), deutscher Maler und Bildhauer
- Robert Spies (Tennisspieler) (1891–1982), deutscher Tennisspieler
- Rosemarie Spies (* 1928), deutsche Keramikerin

### S
- Stefanie Stoltzenberg-Spies (* 1964), deutsche Politikerin (CDU), MdHB

### T
- Thomas Spies (* 1962), deutscher Landespolitiker (Hessen) (SPD)

### U
- Ulrik Spies (1950–2013), deutscher Komponist, Musikproduzent und Schlagzeuger
- Uwe Spies (* 1967), deutscher Fußballspieler

### W
- Walter Spies (1895–1942), deutscher Maler und Musiker
- Werner Spies (* 1937), deutscher Kunsthistoriker und Romanist
- Wilhelm Spies (Jurist, 1830) (1830–1901), deutscher Jurist, Richter und Politiker
- Wilhelm Spies (Jurist, 1907) (1907–1994), deutscher Jurist und Richter